# الدوري اللبناني الدرجة الثانية 2006–07
الدوري اللبناني الدرجة الثانية 2006-2007 هو الموسم الثالث والسبعين للدوري اللبناني الدرجة الثانية ويضم الدوري 14 فريقاً، حيث يتم ترقية فريقين منها إلى دوري كرة القدم اللبناني الممتاز، بينما يهبط فريقان منها إلى الدوري اللبناني الدرجة الثالثة لموسم 2006-07.

## نظرة عامة
شهد هذا الموسم زيادة عدد الفرق عن الموسم الماضي، حيث أضيف فريقان ليصبح إجمال الفرق المشاركة في الدوري 14 فريقا،  ومع ذلك فقد انسحب فريقان من المتنافسين (نادي شباب مجدل عنجر والتضامن النبطية) الانسحاب من موسم 2006-2007، وكان رد فعل الاتحاد اللبناني لكرة القدم سريعًا من خلال هبوط الفريقين إلى الدرجة الثالثة تلقائيًا، ما أدى إلى تعويضهما بفريقين آخرين قبل بدء الدوري.
في نهاية الموسم حقق فريق نادي الشباب الرياضي الغازية فوزًا واضحًا في المجموعة الأولى بتحقيقه المركز الأول بفارق 12 نقطة عن الإرشاد، إلا أنهم لم يترقى إلى الدوري الممتاز.
أما المجموعة الثانية فقد كانت منافسة قوية حيث يفصل الفريق عن القمة 3 نقاط فقط، وفي النصف الثاني من الموسم تمكن الراسينغ بيروت من الصعود إلى صدارة المجموعة الثانية ما أنتج لهم ترقية مضمونة إلى الدوري اللبناني الممتاز بعد هزيمتهم في موسم الدوري الممتاز السابق.
لم تتم ترقية الفائز في المجموعة الأولى نادي الشباب الرياضي الغازية إلى الدوري الممتاز بسبب القضايا الأسباب، وحصل الإرشار على المركز الثاني بدلاً منه وترقى إلى الدوري اللبناني الممتاز لموسم 2007-2008.

## الجدول النهائي

### المجموعة الأولى
| المركز | الفريق                      | لعب   | فاز   | تعادل | خسر   | أهداف له | أهداف عليه | +/-   | نقاط  | تأهل/هبوط                                |
| ------ | --------------------------- | ----- | ----- | ----- | ----- | -------- | ---------- | ----- | ----- | ---------------------------------------- |
| 1      | نادي الشباب الرياضي الغازيه | 7     | 7     | 0     | 0     | 18       | 5          | 13    | 21    |                                          |
| 2      | نادي الارشاد                | 7     | 2     | 3     | 2     | 9        | 6          | 3     | 9     | ترقى إلى الدوري اللبناني الممتاز 2007–08 |
| 3      | الإصلاح البرج الشمالي       | 7     | 2     | 3     | 2     | 9        | 8          | 1     | 9     |                                          |
| 4      | النادي الأهلي النبطية       | 7     | 2     | 2     | 3     | 9        | 6          | 3     | 9     |                                          |
| 5      | رياض العباسية               | 7     | 2     | 1     | 5     | 9        | 18         | -9    | 7     |                                          |
| 6      | نادي البرج الرياضي          | 7     | 0     | 3     | 4     | 3        | 8          | -5    | 3     |                                          |
| 7      | التضامن النبطية             | انسحب | انسحب | انسحب | انسحب | انسحب    | انسحب      | انسحب | انسحب | هبط إلى الدوري اللبناني الدرجة الثالثة   |

¶: خصمت 12 نقطة لعدم مشاركته في الكأس، ثم انسحب لاحقًا قبل بدء المسابقة، وبمجرد انسحابه من الدوري هبط إلى الدرجة الثالثة تلقائيًا من قبل الاتحاد اللبناني لكرة القدم.

### المجموعة الثانية
| المركز | الفريق                        | لعب     | فاز     | تعادل   | خسر     | أهداف له | أهداف عليه | +/-     | نقاط    | تأهل/هبوط                                |
| ------ | ----------------------------- | ------- | ------- | ------- | ------- | -------- | ---------- | ------- | ------- | ---------------------------------------- |
| 1      | الراسينغ بيروت                | 7       | 3       | 4       | 0       | 18       | 7          | 11      | 13      | ترقى إلى الدوري اللبناني الممتاز 2007–08 |
| 2      | نادي المحبة طرابلس            | 7       | 3       | 2       | 2       | 9        | 14         | -5      | 11      |                                          |
| 3      | نادي المودة طرابلس            | 7       | 2       | 4       | 1       | 11       | 8          | 3       | 10      |                                          |
| 4      | نادي هومنتمن بيروت لكرة القدم | 7       | 2       | 2       | 3       | 10       | 13         | -3      | 8       |                                          |
| 5      | نادي الهومنمن بيروت           | 7       | 1       | 5       | 1       | 11       | 9          | 2       | 5 †     |                                          |
| 6      | نادي الإخاء الأهلي عاليه      | 7       | 1       | 1       | 5       | 5        | 13         | -7      | 4       |                                          |
| 7      | نادي شباب مجدل عنجر           | انسحب ‡ | انسحب ‡ | انسحب ‡ | انسحب ‡ | انسحب ‡  | انسحب ‡    | انسحب ‡ | انسحب ‡ | هبط إلى الدوري اللبناني الدرجة الثالثة   |

- خصمت 3 نقاط على نادي الهومنمن بيروت كما هو مطلوب من قبل الاتحاد الدولي لكرة القدم بسبب عدم دفع اللاعب الأرمني Ghakik Simoyan.

‡:  خصمت على نادي شباب مجدل عنجر 12 نقطة لعدم مشاركته في الكأس، ثم انسحب لاحقًا قبل بدء المسابقة، وبمجرد انسحابه من الدوري هبط إلى الدرجة الثالثة تلقائيًا من قبل الاتحاد اللبناني لكرة القدم.

## الترقية والهبوط

### الترقية إلى دوري كرة القدم لعام 2007-2008
- راسينغ بيروت [2]
- الإرشاد [2]

### الهبوط إلى الدرجة الثانية لعام 2007/2008
- الريان [3]
- سلام زغرتا [3]

### الهبوط إلى الدرجة الثالثة لموسم 2007-08
- نادي شباب مجدل عنجر
- التضامن النبطية

## وصلات خارجية
- Rec.Sport.Soccer.Statistics.Foundation
- Lebanese Football.com
- goalzz Website